# Gil Cisneros

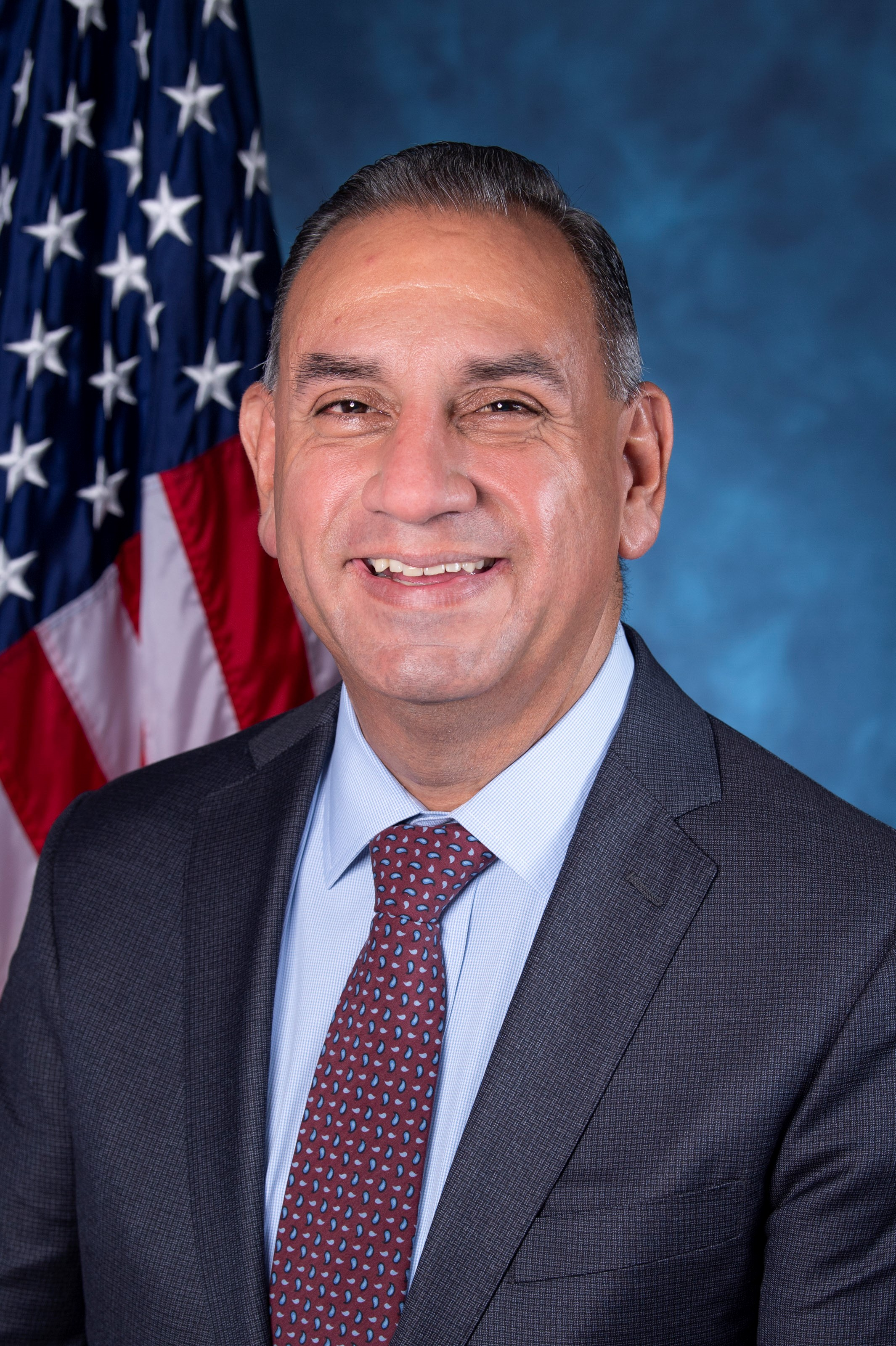
Gil Cisneros (2019)

Gilbert Ray „Gil“ Cisneros Jr. (* 12. Februar 1971 in Los Angeles, Kalifornien) ist ein US-amerikanischer Politiker der Demokratischen Partei. Er war von August 2021 bis 2023 Unterstaatssekretär für Personal und Bereitschaft im Verteidigungsministerium der Vereinigten Staaten. Zwischen 2019 und 2021 vertrat er den 39. Kongresswahlbezirk des Bundesstaates Kalifornien im US-Repräsentantenhaus und wurde 2024 im 31. Kongresswahlbezirk erneut in das Repräsentantenhaus gewählt.

## Familie, Ausbildung und Beruf
Gilber „Gil“ Cisneros wurde in Los Angeles geboren. Er wuchs dort auf und ging zur Schule. Nach dem Besuch der Highschool studierte er als Stipendiat des Reserve Officer Training Corps an der George Washington University Politikwissenschaften. Das Studium schloss er mit einem Bachelor of Arts ab. Anschließend war er elf Jahre im Militärdienst bei der US Navy, zuletzt im Rang eines Lieutenant Commander. Neben seinem Dienst in der Navy erwarb er an der Regis University einen Master of Business Administration. Nach seinem Militärdienst wurde er Manager bei Frito-Lay, bis er im Jahr 2010 entlassen wurde.
Kurz nach seiner Entlassung gewann er bei der Lotterie Mega Millions einen Jackpot in Höhe von 266 Millionen US-Dollar. Gemeinsam mit seiner Frau Jacki gründete er die gemeinnützige Gilbert and Jacki Cisneros Foundation, die die Bildungschancen von jungen Latinos mit der Vergabe von Stipendien erhöhen will. Cisneros studierte nach dem Lottogewinn an der Brown University urbane Unterrichtspolitik und schloss auch dieses Studium mit einem Master ab.
Cisneros lebt mit seiner Frau Jacki und den beiden gemeinsamen Kindern in Yorba Linda. Sie besitzen zudem ein Haus in Pico Rivera.

## Politische Laufbahn
Bis zum Jahr 2008 war Cisneros Mitglied der Republikaner. Er wechselte jedoch zu den Demokraten, da die Republikaner seiner Meinung nach zu ideologisch seien.
2017 kündigte Cisneros seine Kandidatur im 39. Kongresswahlbezirk von Kalifornien gegen Amtsinhaber Ed Royce an. Im Januar 2018 kündigte Royce an, nicht mehr zur Wahl anzutreten. Bei der offenen Vorwahl landete Cisneros auf dem zweiten Rang hinter der Republikanerin Young Kim. Bei der Hauptwahl am 6. November 2018 konnte sich Cisneros mit 51,6 % der abgegebenen Stimmen knapp gegen Kim durchsetzen. Ab dem 3. Januar 2019 vertrat er den 39. Kongresswahlbezirk von Kalifornien als Nachfolger von Ed Royce im US-Repräsentantenhaus. Bei der Wahl 2020 trat er wieder an, unterlag jedoch mit 46,9 % der Stimmen der Kandidatin der Republikaner Young Kim, die 48,3 % der Stimmen erhielt. Cisneros schied daher zum 3. Januar 2021 aus dem Repräsentantenhaus aus.
Am 12. April 2021 kündigte Präsident Joe Biden an, Cisneros als Unterstaatssekretär für Personal und Bereitschaft im Verteidigungsministerium zu nominieren. Nachdem der Verteidigungsausschuss des Senats der Nominierung am  27. Juli zugestimmt hatte, bestätigte der Senat sie am 11. August 2021. Cisneros trat sein Amt am 24. August 2021 an.  Er trat 2023 zurück, um sich in Kaliforniens 31. Kongresswahlbezirk zur Wahl in den 119. Kongress zu stellen.
In der Wahl 2024 konnte Cisneros 59,7 % der Wählerstimmen im 31. Kongresswahldistrikt gewinnen und wurde so erneut in das Repräsentantenhaus gewählt.